# Mile High Pinball
Mile High Pinball est un jeu vidéo de flipper de fin 2005 développé par Ideaworks3D et publié par Nokia pour le Nokia N-Gage.

## Gameplay
Contrairement à la plupart des jeux de flipper, le but de Mile High Pinball n'est pas de marquer des points. Au lieu de cela, les joueurs doivent faire rebondir leur balle de plus en plus haut, dans différentes tables de flipper. Les joueurs ne peuvent pas non plus "perdre" les boules en les manquant avec les palettes et en les laissant tomber - au contraire, si un joueur ne réussit pas à toucher la boule, il descend d'un niveau. Il y a aussi des bonus positifs et négatifs sur les tables que les joueurs peuvent ramasser pour augmenter ou réduire leurs capacités. En outre, les joueurs collectent une forme de monnaie qu'ils peuvent utiliser pour acheter des articles dans la boutique.
Le mode multijoueur, en revanche, utilise un système de points. Dans les matchs classés, terminer un tour avec le plus de points vous donne un point de classement, qui est suivi et publié sur un tableau de classement, montrant les joueurs les mieux classés.

## Accueil
Mile High Pinball a reçu des critiques "favorables", selon le site d'agrégation de critiques Metacritic. 